# Queen's Blade
Queen's Blade (яп. クイーンズブレイド) — аніме-серія книг-ігор у стилі фентезі, яку випустила фірма Hobby Japan. Ця гра, своєю чергою, ґрунтується на американській відеогрі Lost Worlds.
На основі персонажів гри були випущені комікси, манґа, відеоігри, колекційна карткова гра і аніме-серіал.
Аніме-серіал випущений на студії ARMS і складається з двох сезонів, кожен по 12 серій: Queen's Blade: Wandering Warrior («Клинок королеви: Мандрівна войовниця», демонструвався з квітня по червень 2009) і Queen's Blade: Inheritor of the Throne («Клинок королеви: Спадкоємиця престолу», з вересня по грудень того ж року).
Серіал викликав у глядачів досить неоднозначну реакцію, оскільки багато героїнь там зображені у досить відвертому вигляді, з мінімумом одягу. З іншого боку необхідно відзначити участь в цьому аніме великого числа відомих і популярних сейю. Обидва сезони серіалу спочатку показувалися на телеканалі AT-X о 8 годині ранку без цензури; при наступному показі на інших каналах серіал піддавався значній цензурі.